# Doom 3: Resurrection of Evil
Doom 3: Resurrection of Evil – gra komputerowa z gatunku first-person shooter. Jest to dodatek do gry komputerowej Doom 3 wyprodukowany przez Nerve Software i wydany w 2004 roku przez Activision wymagający podstawowej wersji gry.
Akcja gry toczy się w roku 2147 dwa lata po niewyjaśnionej katastrofie na Marsie. Kilka miesięcy przed właściwą akcją gry jeden z satelitów UAC nadal monitorujący czerwoną planetę wykrył sygnał radiowy pochodzący z Terenu 1. Ten stary ośrodek badawczy został zapomniany już na długo przed katastrofą. Gracz wciela się w postać jednego z inżynierów marines, który należy do zespołu badawczego prowadzonego przez dr Elizabeth McNeil. Drużyna zostaje wysłana na Marsa, by sprawdzić, skąd pochodzi ten sygnał.
Wprowadzono artefakt pozwalający spowolnić czas, zwiększyć siłę pięści oraz zapewnić graczowi czasową nieśmiertelność.